# Ossak
Ossak ist eine ehemals selbstständige Gemeinde, welche heute Teil des Sonnewalder Ortsteils Münchhausen-Ossak im südbrandenburgischen Landkreis Elbe-Elster ist. Der Ort befindet sich etwa vier Kilometer südlich des Stadtzentrums rechtsseitig der Kleinen Elster.

## Geschichte

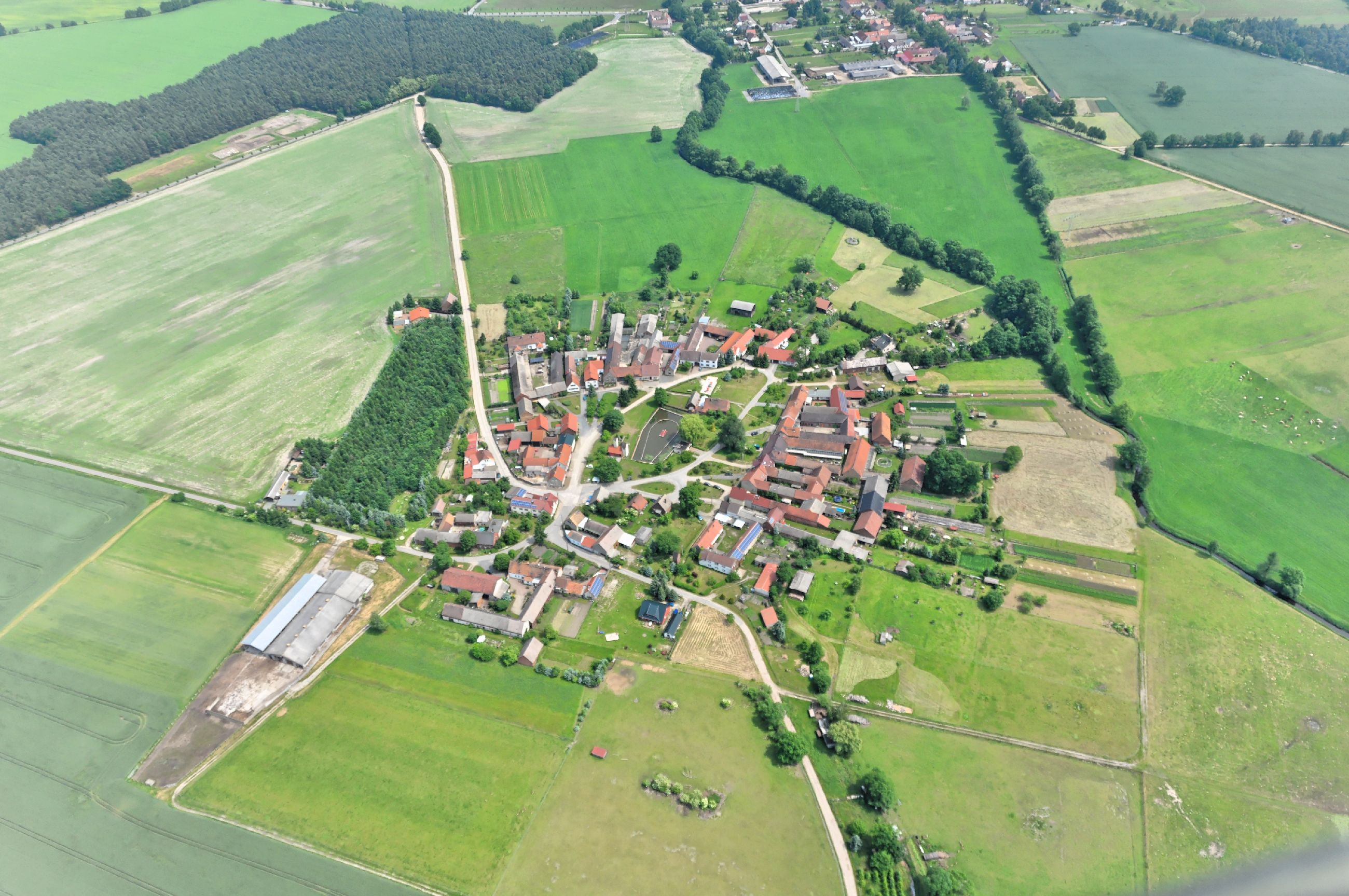
Ossak

Ossak wurde ursprünglich als Rundling errichtet, weshalb davon auszugehen ist, dass das Dorf slawischen Ursprungs ist.
Erstmals urkundlich erwähnt wurde der Ort schließlich im Jahre 1486. Der Ortsname bedeutet so viel wie durch einen Verhau geschützter Platz.
1937 wurde der Ortsname von den Nationalsozialisten aus ideologischen Gründen von Ossagk zu Ossak geändert.
Am 1. Oktober 1973 erfolgte die Eingliederung Ossaks in den Nachbarort Münchhausen, welcher wiederum am 26. Oktober 2003 im Zuge der Gemeindegebietsreform im Land Brandenburg nach Sonnewalde eingemeindet wurde.

### Einwohnerentwicklung
1875 gab es in Ossak 222 Einwohner. Nachdem die Einwohnerzahl zwischenzeitlich gesunken war, stieg sie durch den Zuzug von Vertriebenen infolge des Zweiten Weltkrieges im Jahre 1946 bis auf 211. Im Jahr 1950 erreichte sie mit 228 Einwohnern schließlich ihren Höchststand. Bis 2010 sank die Zahl auf 124.
| 1875 | 222 |  | 1933 | 183 |  | 1964 | 182 |
| 1890 | 204 |  | 1939 | 174 |  | 1971 | 171 |
| 1910 | 164 |  | 1946 | 211 |  | 2010 | 124 |
| 1925 | 170 |  | 1950 | 228 |  |      |     |

## Kultur und Sehenswürdigkeiten
Auf Grund des erhaltenen Ortsprofils steht Ossak unter Denkmalschutz.
Seit 1947 findet in Ossak zwei Wochen nach Pfingsten alljährlich das Teichfahren statt. Bei der Veranstaltung, welche seither jedes Jahr bis zu 2000 Besucher anlockt, müssen die Teilnehmer den Dorfteich möglichst schnell mit einem Fahrrad auf einem schmalen Holzsteg überqueren. Die Tradition des Teichfahrens führte Ende November 2010 dazu, dass eine Filmcrew des japanischen Privatsenders Nippon TV in Ossak auftauchte, um hier TV-Aufnahmen für eine Dokumentation über die verrücktesten Feste auf der Welt zu machen, wofür das Fest durch den Ossaker Dorfclub extra nachgestellt wurde.
Das Ossaker Kriegerdenkmal erinnert an fünf im Ersten Weltkrieg sowie zweiundzwanzig im Zweiten Weltkrieg gefallene oder vermisste Dorfbewohner.